# Großweikersdorf
Großweikersdorf est une commune (Marktgemeinde) autrichienne du district de Tulln en Basse-Autriche.

## Géographie
La municipalité est située dans le sud-ouest de la région historique du Weinviertel, à environ 10 km au nord du Danube. C'est là où la rivière Schmida traverse le plateau du Wagram et s'écoule vers le bassin de Tulln. La majorité du territoire communal est utilisée à des fins agricoles.

### Localités
Le territoire municipal comprend sept localités :
| - Ameistal - Baumgarten am Wagram - Großweikersdorf - Großwiesendorf | - Kleinwiesendorf - Ruppersthal - Tiefenthal |

## Personnalités liées à la commune
- Heinrich Maier (1908–1945), prêtre et résistant autrichien